# Марко Јокић
Марко Јокић (Вођеница, код Босанског Петровца, 8. фебруар 1914 – Дрвар, 25. мај 1944), учесник Народноослободилачке борбе и народни херој Југославије.

## Биографија
Родио се у селу Вођеница, код Босанског Петровца, 8. фебруар 1914. године. Након завршетка основне школе радио је као физички радник, а посао га је довео у Београд где је радио као обалски радник. Ту се укључио у синдикални покрет и повезао са комунистима. На почетку рара  постао је заменик командира Вођеничко-сувајске чете. Члан КПЈ постао је у новембру 1941. године, а већ следећег меsеца постављен је за командира Вођеничко-сувајске чете.
Са четом водио је многе борбе, а посебно се истакао у борби са италијанским снагама на Бравску код Босанског Петровца. Борба је вођена од 2. до 6. маја 1942. године а његова чета је убила и заробила десетине италијанских фашиста и запленила велике количине ратног материјала. Учествовао је у ослобођењу Кључа и санске долине од 25. јула до 2. августа и за ослобођење Јајца у августу исте године. У новембру је водио борбе за ослобођење Бихаћа и у напада на Ситницу. Броје подвиге остварио је у Четвртој и Петој непријатељској офанзиви. У бици на Неретви његова бригада је бранила рањеника на најугроженијем правцу према Горњем Вакуфу. За време Пете нерпијатељске офанзиве постављен је за заменика команданта батаљона, али је и тада био на челу бомбашке групе. У једном јуришу је рањен.
Одлуком постаје командант Дрварско-петровачког НОП одреда, а неколико месеци касније одлази на школовање у официрску школу при Врхомном штабу НОВ и ПОЈ у Дрвар. Ту се затекао када је кренеуо намчки Десант на Дрвар. У јуришу на падобранце је погинуо.
Указом председника ФНР Југославије Јосипа Броза Тита, 24. јула 1953. године, проглашен је за народног хероја.